# Diuris flavescens
Diuris flavescens är en orkidéart som beskrevs av David Lloyd Jones. Diuris flavescens ingår i släktet Diuris och familjen orkidéer.
Artens utbredningsområde är New South Wales. Inga underarter finns listade i Catalogue of Life.